# 야구 경기장

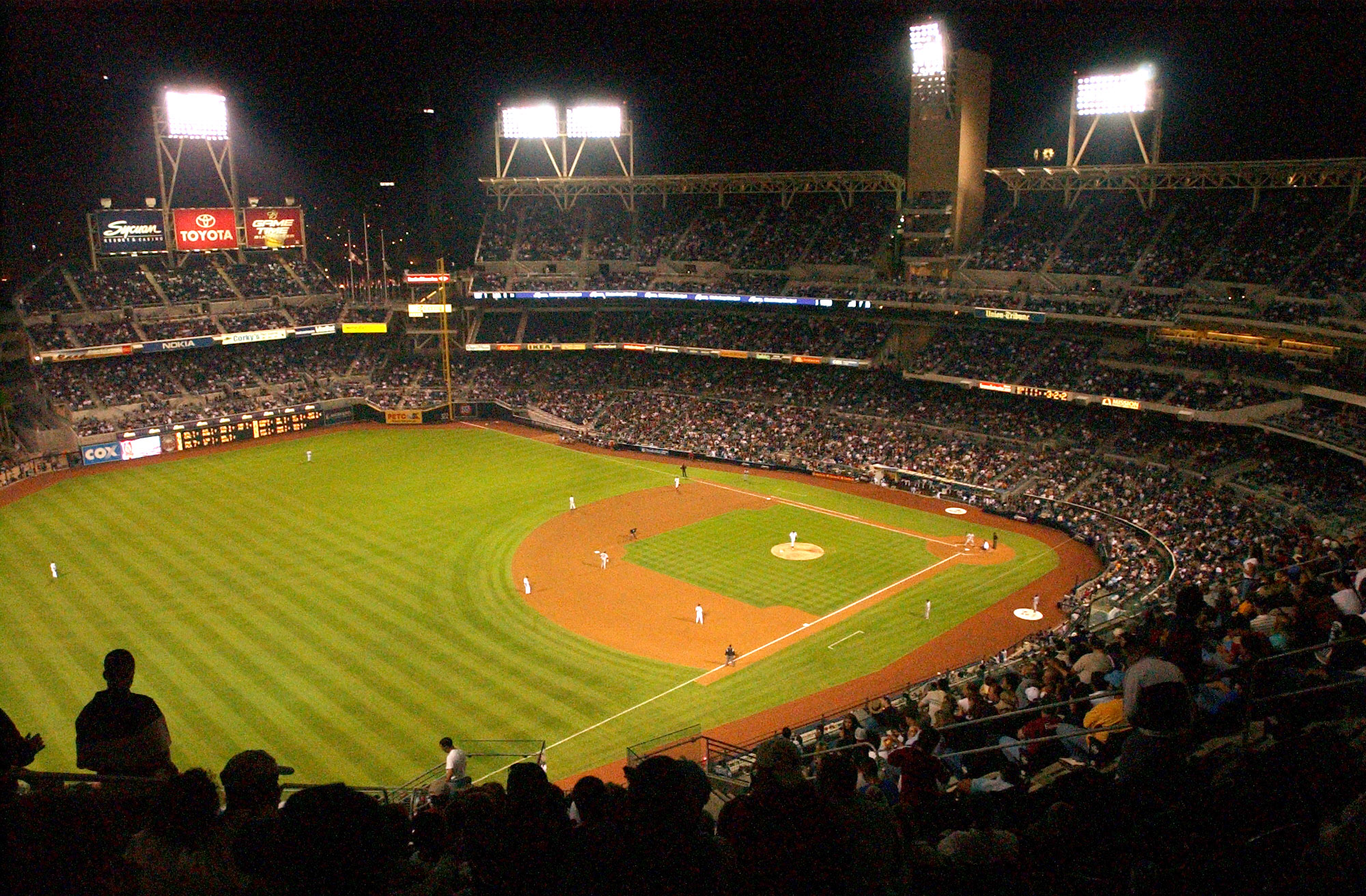
미국 샌디에이고 파드리스의 홈구장, 펫코 파크의 모습.

야구 경기장(野球競技場)은 구기 종목인 야구 경기를 하기 위한 경기장으로서 야구 경기를 진행하는 필드와 필드를 둘러싼 관중석으로 이뤄진 스포츠 건축물이다. 흔히 "야구장(野球場)"이라고 불리며 다른 구기 종목 경기장과 같이 줄여서 "구장(球場)"이라고도 부른다.

## 구성

### 필드

야구 필드 중 내야 도면.

경기가 진행되는 공간인 야구 필드 (Baseball Field)는 내야 (Infield)와 외야 (Outfield)로 이루어지며, 홈을 중심으로 부채꼴 모양으로 되어 있다. 내야는 네 개의 베이스 (Base)를 꼭짓점으로 한 다이아몬드 형태로 되어 있고, 외야는 내야를 벗어나 부채꼴의 원형 테두리까지 잔디밭으로 된 곳이다.
- 베이스: 내야 다이아몬드의 꼭짓점에 있는, 흰색 천으로 만든 캔버스 백(Canvas Bag)이다. 다만 홈 플레이트는 고무로 만들어졌다.
  - 1, 2, 3루 베이스: 사각형으로 되어 있으면서 직육면체 모양이다. 가로와 세로의 길이는 38.1cm (15 인치)이고, 두께는 7.6cm(3 인치)이다.
  - 홈 플레이트: 오각형으로 되어 있으며, 이웃하고 있는 2각은 직각이다. 한 변의 길이가 43.2(17 인치)인 정사각형에서, 한 변에서는 30.5cm(12inch)가 맞도록 조절하게 되어 있다. 1루와 3루의 교차 지점에 자리를 잡는다. 표면이 지면과 수평이 되도록 잡아야 한다.

### 덕아웃
덕아웃 (Dugout)은 내야 파울 라인 바깥에 위치해 있는 곳으로서 경기하는 동안 양 팀이 각각 머무는 장소이다.

### 관중석
보통 대형 야구장의 경우 내야 관중석은 복층으로 되어 있고, 외야 관중석은 내야보다 적은 층으로 되어 있다. 소형 야구장의 경우 외야 관중석이 없기도 하다.

## 유형

### 목재 구장

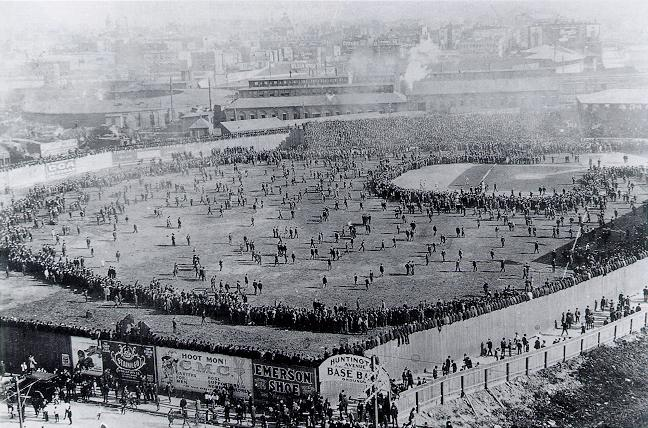
1903년 월드시리즈 헌팅턴 애비뉴 그라운즈

최초의 프로 야구 경기장은 목재 플랫폼에 좌석이 설치된 목재 야구장이었다. 목재 야구장이긴 했으나, 실제로는 구조 보강을 위해 철골을 썼다. 일부 야구장은 경사가 있는 좌석을 설치했고, 그 위 에 평평한 지붕을 설치했다. 외야와 관중석 사이에는 벽이나 광고가 붙은 펜스가 있었다.
목재는 상대적으로 저렴하며, 분해하기도 쉬운 재료였다. 하지만, 야구 인기가 많아질수록 목재 구장의 단점이 부각되기 시작했다.

## 대한민국의 야구장
대한민국 최초의 야구장은 동대문 야구장이다. 1905년 동대문 야구장이 있던 공터에서 대한민국 최초의 야구 경기가 열렸다. 1925년 경성운동장이 완공되면서 야구장도 함께 완공됐다. 1963년 제5회 아시아야구선수권대회에서 대한민국 야구국가대표팀이 우승하면서 박정희 전 국가재건최고회의 의장이 서울운동장(동대문 야구장)에 조명 시설을 설치할 것을 지시하면서 야간 경기가 가능해졌다. 이 후 동대문 운동장은 아마 야구의 중심지가 됐다. 1982년 한국프로야구가 시작되면서 MBC 청룡과 OB 베어스가 잠실야구장을 사용하게됐고, 동대문 야구장은 아마추어 전용 구장으로 변경됐다. 이로 인해 야구장의 수익성 문제로 2007년 12월 철거됐다. 현재는 DDP가 옛 동대문 야구장 자리에 들어섰다.

## 같이 보기
- 득점판